# Theridion micheneri
Theridion micheneri är en spindelart som beskrevs av Herbert Walter Levi 1963. Theridion micheneri ingår i släktet Theridion och familjen klotspindlar.
Artens utbredningsområde är Panama. Inga underarter finns listade i Catalogue of Life.